# Герман (архимандрит Иосифо-Волоцкого монастыря)
Герман — архимандрит Иосифова Волоколамского монастыря, впоследствии лишенный сана.

## Биография
Герман был назначен настоятелем Иосифо-Волоцкого монастыря 1 октября 1702 года. После почти 20-летнего управления монастырем Герман, очевидно, с целью поднять престиж и доходы своей обители «вынял» из земли «неизвестнаго мертвеца» кости и «назвал их мощами преподобного Иосифа Волоцкого», почивавшего до того времени под спудом под деревянным резным надгробием. 
Этот «Иосифов подлинный гроб» Герман «называл ложно будто некоего ученика его», а для открытых им «неведомых костей построил раку медную новую и подписал на имя Чудотворца Иосифа». Новооткрытым мощам Герман «приписывал ложные чудеса и, поставив в церкви, пел молебны и тем многих соблазнил». Время выхода в свет «Духовного Регламента» было неблагоприятно для оглашения чудес, и Синод в 1722 году потребовал Германа к ответу. Хотя Иосифовский архимандрит и «принес Св. Синоду повиновение», но был лишен сана архимандрита и сослан во Флорищеву пустынь. Прославленные им останки по указу Священного синода Русской православной церкви были «погребены на том месте, где были».